# 2019 dans le catholicisme
Chronologie du catholicisme
- 2015
- 2016
- 2017
- 2018
- 2019
- 2020
- 2021
- 2022
- 2023

Cet article présente les faits marquants de l'année 2019 dans le catholicisme.

## Évènements
- 23 au 27 janvier : réunion des Journées mondiales de la jeunesse à Panama.
- 3 au 5 février : voyage apostolique du pape aux Émirats arabes unis.
- 21 au 24 février : sommet sur la pédophilie au Vatican.
- 25 mars : publication de l'exhortation apostolique Christus Vivit adressée aux jeunes sur la jeunesse, du pape François.
- 30 et 31 mars : voyage apostolique du pape au Maroc.
- 11 avril : publication du livre L’Église et le scandale des abus sexuels de Benoît XVI.
- 15 et 16 avril : incendie de la Cathédrale Notre-Dame de Paris.
- 5 au 7 mai : voyage apostolique du pape en Bulgarie et en Macédoine du Nord.
- 31 mai au 2 juin : voyage apostolique du pape en Roumanie.
- 5 juillet : canonisation de Barthélemy des Martyrs.
- 4 au 10 septembre : voyage apostolique du pape au Mozambique, à Madagascar et à Maurice.
- 5 octobre : consistoire pour la création de 13 cardinaux dont 10 électeurs.
- 13 octobre : canonisation de John Henry Newman et de 4 autres bienheureux.
- 20 au 26 novembre : voyage apostolique du pape en Thaïlande et au Japon.

## Décès

### Janvier
- 1er janvier : Marcellin Theeuwes, moine chartreux néerlandais, supérieur général de l'ordre des Chartreux (° 12 mai 1936)
- 8 janvier : Giorgio Zur, prélat allemand, diplomate du Saint-Siège (° 15 février 1930)
- 16 janvier : François Brune, prêtre catholique devenu orthodoxe et auteur français (° 18 août 1931)
- 24 janvier : Fernando Sebastián Aguilar, cardinal espagnol, archevêque de Pampelune (° 14 décembre 1929)
- 25 janvier : Jacques Berthelet, prélat canadien, évêque de Saint-Jean-Longueuil (° 24 octobre 1934)

### Février
- 6 février : Edwin Barnes, ancien évêque anglican devenu prêtre catholique britannique (° 6 février 1935)
- 17 février : Antons Justs (de), prélat letton, évêque de Jelgava (de) (° 22 novembre 1931)

### Mars
- 14 mars : Godfried Danneels, cardinal belge, archevêque de Malines-Bruxelles et primat de Belgique (° 4 juin 1933)
- 20 mars : Joseph Victor Adamec (en), prélat américain, évêque d'Altoona-Johnstown (en) (° 13 août 1933)
- 21 mars : Jacques Fontaine, religieux dominicain français (° 13 juillet 1921)

### Avril
- 3 avril : Gabriel Piroird, prélat français, évêque de Constantine (° 5 octobre 1932)
- 10 avril : Werner Bardenhewer, prêtre et humanitaire allemand (° 30 janvier 1929)
- 17 avril : James V. Schall, prêtre jésuite, écrivain, philosophe et enseignant américain (° 20 janvier 1928)
- 29 avril : Albert-Marie de Monléon, prélat français, évêque de Meaux (° 20 janvier 1937)

### Mai
- 10 mai : Paul-Werner Scheele, prélat allemand, évêque de Wurtzbourg (° 6 avril 1928)
- 12 mai : Nasrallah Boutros Sfeir, cardinal libanais, patriarche maronite d'Antioche, précédemment évêque titulaire de Tarse des Maronites (de) (° 15 mai 1920)
- 19 mai : Amédée Grab, prélat suisse, évêque de Coire (° 3 février 1930)

### Juin
- 5 juin : Elio Sgreccia, cardinal italien de la Curie (° 6 juin 1928)
- 12 juin : Léon Kalenga Badikebele, prélat congolais, diplomate du Saint-Siège (° 17 juillet 1952)
- 25 juin : Jean-Louis Chrétien, philosophe, poète et théologien (° 24 juillet 1952)

### Juillet
- 1er juillet : Pierre Lenhardt, prêtre et théologien français (° 5 novembre 1927)
- 13 juillet : Paolo Sardi, cardinal italien de la Curie (° 1er juillet 1934)
- 19 juillet : Jean Adel Elya, prélat libanais de rite grec-catholique melkite, éparque de Newton (° 16 septembre 1928)
- 21 juillet : 
  - José Manuel Estepa Llaurens, cardinal espagnol, archevêque aux armées espagnoles (° 1er janvier 1926)
  - Abel Gaborit, prêtre et organiste français (° 6 avril 1934)
- 22 juillet : Juan Rodolfo Laise, prélat capucin argentin, évêque de San Luis (° 22 février 1926)
- 26 juillet : Jaime Ortega, cardinal cubain, archevêque de La Havane (° 18 octobre 1936)

### Août
- 3 août : John Philip Saklil, prélat indonésien, évêque de Timika (° 20 mars 1960)
- 11 août : Sergio Obeso Rivera, cardinal mexicain, archevêque de Xalapa (° 31 octobre 1931)
- 12 août : John Michael Sherlock, prélat canadien, évêque de London (° 20 janvier 1926)
- 29 août : Achille Silvestrini, cardinal italien de la Curie (° 25 octobre 1923)

### Septembre
- 3 septembre : 
  - Athanase Bala, prélat camerounais, évêque de Bafia (° 2 mars 1927)
  - José de Jesús Pimiento Rodriguez, cardinal colombien, archevêque de Manizales (° 18 février 1919)
- 4 septembre : Roger Etchegaray, cardinal français de la Curie (° 25 septembre 1922)
- 26 septembre : William Joseph Levada, cardinal américain de la Curie (° 15 juin 1936)
- 28 septembre : Gérard Tremblay, prélat canadien, évêque auxiliaire de Montréal (° 27 octobre 1918)

### Octobre
- 8 octobre : Serafim Fernandes de Araújo, cardinal brésilien, archevêque de Belo Horizonte (° 13 août 1924)
- 10 octobre : Dominic Jala, prélat indien, archevêque de Shillong (° 12 juillet 1951)
- 17 octobre : Michael Bowen, prélat britannique, archevêque de Southwark (° 23 avril 1930)
- 22 octobre : Dorylas Moreau, prélat canadien, évêque de Rouyn-Noranda (° 15 juillet 1947)
- 28 octobre : Jean-Gabriel Diarra, prélat malien, évêque de San (° 12 juillet 1945)

### Novembre
- 13 novembre : Giorgio Corbellini, prélat italien de la Curie (° 20 avril 1947)
- 19 novembre : Martinus Dogma Situmorang, prélat indonésien, évêque de Padang (° 28 mars 1946)
- 28 novembre : Ernest Cabo, prélat français, évêque de Basse-Terre, précédemment évêque titulaire de Bocconia (de) (° 15 décembre 1932)
- 29 novembre : Roman Malek, prêtre, missionnaire, sociologue des religions et philosophe germano-polonais (° 3 octobre 1951)

### Décembre
- 2 décembre : Johann Baptist Metz, théologien allemand (° 5 août 1928)
- 14 décembre : André Gaumond, prélat canadien, archevêque de Sherbrooke (° 3 juin 1936)
- 30 décembre : Prosper Grech, cardinal et théologien maltais (° 24 décembre 1925)